# Neato arid
Neato arid is een spinnensoort uit de familie Gallieniellidae. De soort komt voor in West-Australië.